# Marco Antonio Barrero
Marco Antonio Barrero (Santa Cruz de la Sierra, 26 januari 1962) is een voormalig Boliviaans voetballer, die speelde als doelman. Hij stapte na zijn actieve loopbaan het trainersvak in.

## Clubcarrière
Barrero beëindigde zijn actieve loopbaan in 2001 bij de Boliviaanse club The Strongest na eerder onder meer voor Club Bolívar, Guabirá en Oriente Petrolero te hebben gespeeld.

## Interlandcarrière
Barrero speelde in totaal 32 interlands voor Bolivia in de periode 1987-1999. Onder leiding van bondscoach Osvaldo Veiga maakte hij zijn debuut op 14 juni 1987 in de vriendschappelijke thuiswedstrijd tegen Paraguay in Santa Cruz de la Sierra, die met 2-0 werd verloren door de thuisploeg. Met La Verde nam Barrero driemaal deel aan de strijd om de Copa América: 1987, 1989 en 1991. Een van zijn voornaamste concurrenten was Carlos Trucco.

## Erelijst
Club Bolívar
- Liga de Boliviano

1988, 1991, 1992